# Verband der diplomierten Experten in Rechnungslegung und Controlling
SwissAccounting ist der Schweizerische Verband der diplomierten Experten in Rechnungslegung und Controlling und der Inhaber des eidgenössischen Fachausweises in Finanz- und Rechnungswesen. SwissAccounting ist mit knapp 10'000 Mitgliedern der grösste Schweizer Verband für Rechnungslegung, Controlling und Rechnungswesen.
Der Verband wurde 1936 gegründet. Er hat sich die Weiterbildung, die Interessenvertretung des Berufsstandes und  die Öffentlichkeitsarbeit zum Ziel gesetzt. Zusammen mit dem Kaufmännischen Verband ist er Träger der Diplom- und Fachausweisprüfungen für Buchhaltungsfachleute. Die Diplom-Buchhalterprüfung wurde vom KV Schweiz 1909 das erste Mal durchgeführt. 1934 erhielt sie mit dem neuen schweizerischen Berufsbildungsgesetz die staatliche Anerkennung. Experten in Rechnungslegung und Controlling und Inhaber des Fachausweise im Finanz- und Rechnungswesen sind heute in der Schweiz die qualifizierten und staatlich geprüften Fachleute für alle Fragen des Rechnungswesens auf allen Ebenen des Unternehmens.
Im Jahre 2007 zählte der  Verband gesamtschweizerisch rund 8’000 Mitglieder. Zu SwissAccounting gehören die Associazione dei contabili-controller diplomati federali ACF im Tessin und die Chambre des Experts en Finance et en Controlling SWISCO in der Westschweiz sowie die Regionalgruppen Bern, Nordwestschweiz, Ostschweiz, Zentralschweiz und Zürich.
Die Verbandszeitschrift «Standard» mit einer Auflage von 16'000 Exemplaren erscheint viermal pro Jahr. Die Geschäftsstelle befindet sich seit Januar 2014 im Gebäude des Kaufleuten in Zürich.